# Alexander Petrowitsch Basilewski

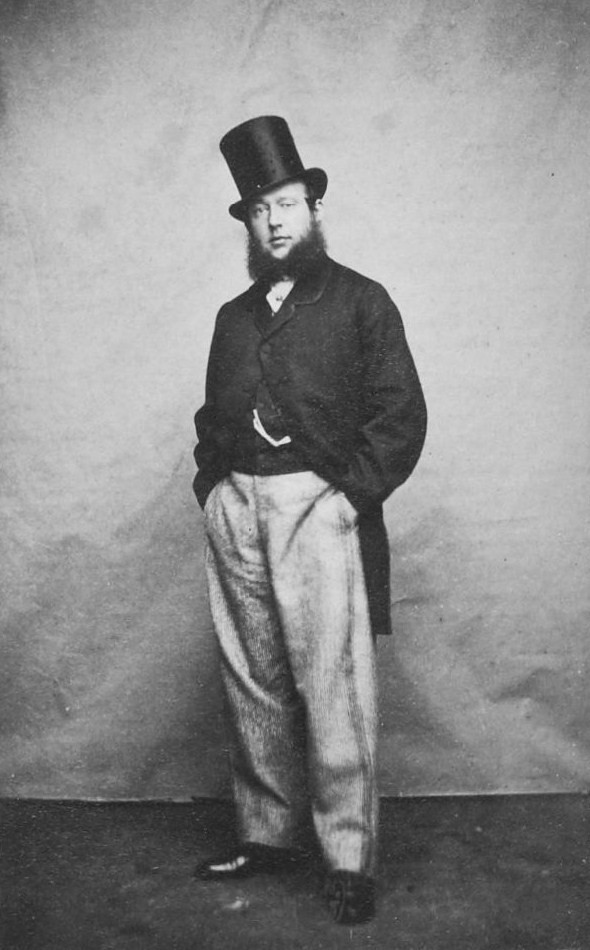
Alexander Petrowitsch Basilewski

Alexander Petrowitsch Basilewski, meist Alexander Basilewsky (russisch Александр Петрович Базилевский; * 1829; † 1899), war ein russischer Kunstsammler, Mäzen und Diplomat.

## Leben
Nach dem Abschluss an der Universität in Moskau und Reisen in Asien und Europa war er in einigen politischen Ämtern für den Zaren tätig. Nachdem sein Vater nach Paris zog, ließ er sich mit seiner Frau und seinem Kind ab 1860 ebenfalls in Paris nieder, wo er eine einmalige Kunstsammlung aufbaute, die er in einer Galerie seines Hauses aufstellte.
Er spendete und veräußerte auch immer wieder Werke, wertvolle Stücke die durch seine Hand gingen finden sich heute in Museen der Welt. 1850 konnte er Stücke aus der Sammlung von Louis Fidel Debruge Duménil, der Sammlung Soltikoff und der Sammlung des Grafen Pourtalès erwerben. 1874 gab er zusammen mit seinem Freund, dem Kurator des Louvre und später Direktor des Musée de Cluny, Alfred Darcel (1818–1893) einen Katalog mit 561 Beschreibungen heraus und zur Weltausstellung in Paris 1878 stellte er wertvolle Stücke seiner Sammlung aus. 1884 wollte er die Sammlung in einer Auktion versteigern, doch Zar Alexander III. erwarb kurz davor die komplette Sammlung für 6.000.000 Francs. Sie ist seitdem wesentlicher Bestandteil der Eremitage in St. Petersburg.

## Katalog
- Alfred Darcel, Alexander Basilewsky: Collection Basilewsky. Catalogue raisonné, précédé d’un essai sur les arts industriels du Ier au XVIe siècle. Paris, A. Morel et Cie, 1874